# Gilles Robert de Vaugondy
Gilles Robert de Vaugondy (París, 1688 - 1766) va ser un cartògraf i geògraf francès.
Durant la seva trajectòria professional va compondre diversos atles, incloent els anomenats Atlas des révolutions du globe, en 66 documents, que no va arribar a publicar-se, i també l'Atlas Universel, una de les seves obres més destacades, compost per 108 documents, que va ser publicat per primera vegada el 1758. Va ser el geògraf ordinari del rei. Conjuntament amb el seu fill, Didier Robert de Vaugondy (1723-1786), que va continuar el treball del seu pare, amb l'augment i la millora dels atles Gilles, van formar un dels tallers d'elaboració i fabricació de mapes i globus terraqüis més destacats i reconeguts de França a mitjan segle xviii. Eren descendents d'un dels cartògrafs més importants de la centúria anterior, Nicolas Sanson.
L'Atlas Universel, la més famosa de les obres de De Vaugondy, en la seva versió més completa, l'edició de 1786, consta de 117 fitxes, de les quals 13 de caràcter històric, 102 geogràfiques, un plànol de París. L'obra, molt precisa, és precedida per una introducció sobre l'origen i evolució de la geografia, escrita pel seu fill Didier. També s'examinen els materials cartogràfics més importants de diversos països utilitzats com a fonts per a l'Atles.